# Repubblica Popolare dell'Angola
La Repubblica Popolare dell'Angola (in portoghese República Popular de Angola) fu il nome ufficiale dell'Angola dal 1975, anno dell'indipendenza dal Portogallo, al 1992.

## Storia

### Istituzione del regime
La guerra d'indipendenza dell'Angola scoppiò nel 1961 e contribuì ad indebolire il Portogallo, la potenza colonizzatrice, che conobbe un periodo di crisi interna nel 1974 quando la rivoluzione dei garofani fece cadere il regime dell'Estado Novo. I tre movimenti indipendentisti angolani, il Movimento Popolare di Liberazione dell'Angola (MPLA), il Fronte Nazionale di Liberazione dell'Angola (FNLA) e l'Unione Nazionale per l'Indipendenza Totale dell'Angola (UNITA), difficilmente riuscirono ad accordarsi per firmare, il 15 gennaio 1975, un trattato che avrebbe proclamato l'indipendenza del Paese per l'11 novembre dello stesso anno. Gli accordi furono firmati dal governo portoghese e dai tre movimenti. A ottobre, il FNLA e l'UNITA si allearono contro il MPLA e l'11 novembre, durante i combattimenti, proclamarono una "repubblica democratica e popolare" nella città di Huambo. L'MPLA proclamò a Luanda una "repubblica popolare" sotto la presidenza del capo del MPLA, Agostinho Neto.

### Guerra civile
La storia della Repubblica Popolare dell'Angola fu segnata dal corso della guerra civile che rappresentò la continuazione del conflitto per la decolonizzazione del 1974-1975. Ottenuta l'indipendenza, le ostilità tra l'MPLA e i due movimenti rivali ripresero. L'MPLA, dichiaratosi marxista-leninista nel 1977, si assicurò una posizione dominante, grazie al materiale fornito dall'Unione Sovietica, a un contingente di 4 000 soldati cubani e al sostegno diplomatico di diversi Paesi africani come la Guinea, la Repubblica Popolare del Mozambico, l'Algeria e la Nigeria. L'FNLA fu definitivamente sconfitto grazie all'intervento delle truppe cubane, ma l'UNITA continuò a lottare con le proprie forze. Il vantaggio militare della Repubblica Popolare dell'Angola, dove l'MPL aveva il ruolo di partito unico, lasciò irrisolti molti problemi interni e provocò il collasso economico. Il partito al potere fu ulteriormente vessato da lotte intestine e rivalità etniche, con le opposizioni tra i meticci e i neri rappresentati dal ministro degli interni Nito Alves, in modo tale che i partigiani di una "pausa nella rivoluzione" e quelli di una "marcia verso il socialismo" potessero prendere piede con la rappresentanza di Alves. Il ministro e i suoi partigiani vennero eliminati definitivamente in seguito ad un tentativo di colpo di stato avvenuto a maggio del 1977. L'MPLA tenne il suo primo congresso a dicembre dello stesso anno e si costituì nel "Movimento Popolare di Liberazione dell'Angola - Partito del Lavoro" (MPLA-PT), dichiarandosi sostenitore del socialismo scientifico e come il rappresentante ufficiale della classe operaia angolana. L'Angola verrà considerato dall'URSS come uno Stato "d'orientamento socialista". Il presidente Neto accentrò i pieni poteri in seguito alla purga dei "frazionari" in seno al partito.
Il partito al potere fu segnato dall'egemonia della sua classe dirigente, in particolare di Agostinho Neto. Quest'ultimo morì per malattia il 10 settembre del 1979 nell'URSS mentre riceveva assistenza medica. Il successore di Neto fu José Eduardo dos Santos, e il governo fece prova di un certo pragmatismo in campo diplomatico ed economico: fu avviato un rilancio dell'economia, rovinata dalla guerra, la demolizione delle infrastrutture e furono espulsi quasi tutti i coloni portoghesi, ed il governo attuò tali cambiamenti senza una revisione sostanziale della struttura e del sistema interno del periodo coloniale. Lo Stato controllava determinati settori come il tessile, il legno o l'industria alimentare, ma prima del 1974 l'economia continuò ad essere retta da quei settori che assicuravano le risorse essenziali per le esportazioni, come il petrolio, i diamanti, il ferro e il caffè. L'Angola aveva degli scambi commerciali non soltanto con i Paesi del blocco orientale ma anche con il Brasile, l'Italia o i Paesi scandinavi.
Tuttavia, la guerra civile contro l'UNITA di Jonas Malheiro Savimbi continuò e il movimento ribelle ricevette il sostegno non solo dal Sudafrica ma anche dallo Zaire, con l'approvazione degli Stati Uniti d'America. Il conflitto tra il governo e il Sudafrica contribuì a dare alla Repubblica Popolare un ruolo importante nella lotta contro il regime dell'Apartheid: dal 1976, l'Angola ospitò il campi di formazione per i membri del Congresso Nazionale Africano. Nel 1977 e nel 1978, il governo angolano appoggiò i ribelli del Fronte nazionale di liberazione del Congo nella loro invasione dello Zaire e dopo nella prima guerra dello Shaba. La guerra civile pose alla fine il governo a riconciliarsi con lo Zaire di Mobutu Sese Seko, e a costruire delle relazioni con gli USA. Il Sudafrica ritirò le sue truppe dall'Angola nel 1984, con la speranza che Cuba facesse lo stesso, ma una dichiarazione congiunta di Fidel Castro e di José Eduardo dos Santos riconfermò la presenza del contingente cubano.
La guerra contribuì a suscitare delle ulteriori rotture nella società angolana: la penuria di prodotti alimentari fu il risultato di una rete di distribuzione riservata ai membri del partito così come a molti soldati. L'MPLA-PT fu diviso in una corrente "internazionalista" vicina a Cuba e in un'altra, più moderata, di cui facevano parte i membri più anziani del FNLA riuniti nella Repubblica Popolare.

### Transizione politica e fine della guerra
Negli anni ottanta, il Sudafrica continuò a sostenere l'UNITA, e il governo di Luanda perse la speranza di una vittoria militare a breve termine. Nel marzo del 1990 cominciarono a circolare a Luanda dei volantini che reclamavano la fine del monopartitismo e l'apertura delle negoziazioni con l'UNITA. Una "terza forza" d'opposizione, formata dagli intellettuali e il clero, si organizzò all'interno della società angolana. Nello stesso periodo, l'UNITA lanciò una grande offensiva nel febbraio del 1990, guadagnando terreno contro le forze governative. I negoziati di pace furono avviati nel 1991, e il regime acconsentì a delle riforme per ridurre il malcontento e unirsi alla corrente di democratizzazione in corso in Africa: il 23 marzo del 1991, il parlamento angolano votò per la fine del monopartitismo. Nell'aprile del 1991, il Portogallo si fece mediatore tra il governo e l'UNITA, mentre gli Stati Uniti e l'Unione Sovietica inviarono degli osservatori. Il 31 maggio del 1991, furono firmati gli accordi di Bicesse in Portogallo da José Eduardo dos Santos e Jonas Savimbi. Il 26 agosto del 1992 una nuova revisione della costituzione fece eliminare i riferimenti al marxismo-leninismo e il nome ufficiale dello Stato divenne "Repubblica dell'Angola".
Le prime elezioni multipartitiche della storia dell'Angola si tennero a settembre del 1992: l'MPLA ottenne la maggioranza ma Jonas Savimbi rifiutò di riconoscere la sconfitta, segnando la ripresa della guerra civile angolana; il conflitto terminò soltanto nel 2002, con la morte in battaglia di Savimbi che portò alla cessazione immediata di tutte le attività militari dell'UNITA.